# American-180
El American-180 es un subfusil desarrollado en la década de 1960, que dispara el cartucho .22 Long Rifle desde un tambor situado sobre el cajón de mecanismos.

## Historia
La idea surgió con el Casull Modelo 290, que empleaba un tambor similar al de la ametralladora Lewis. Solamente se fabricaron 87 Casull M290, debido a los altos costos de producción. El American-180 es una versión mejorada de este.
Una variante semiautomática llamada American SAR 180/275 todavía es producida bajo pedido por E&L Manufacturing de Riddle, Oregón.

## Operación
El arma es accionada por retroceso. Dispara a cerrojo abierto y es alimentada mediante un tambor. Tiene una cadencia de disparo bastante alta, de unos 1.200 disparos/minuto. El American-180 fue comprado principalmente por personas particulares antes de prohibirse la producción de subfusiles y ametralladoras para el mercado civil estadounidense en 1986. El American-180 fue adoptado por el Departamento Correccional de Utah para armar a los guardias de prisiones.
A pesar de la potencia relativamente baja del cartucho .22 Long Rifle, las pruebas demostraron que al ser disparado en modo automático podía penetrar incluso concreto y chalecos antibalas por acumulación de daño.[cita requerida] Sin embargo, el blanco tendría que estar inmóvil por un largo periodo de tiempo para permitir que la acumulación de daño en un solo lugar logre esto.[cita requerida]

## Variantes

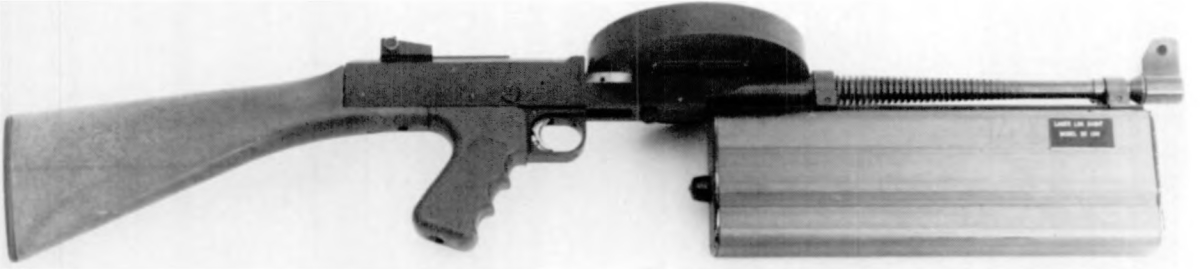
Un American-180 equipado con puntero láser LOK.

- De dos cañones: La compañía ILARCO produjo una versión del American-180 con dos cañones. Los dos cajones de mecanismos tenían una sola culata y pesaba más de 6,4 kg, con una cadencia de más de 3.000 disparos/minuto.[9]

- De cuatro cañones: La compañía ILARCO produjo una versión del American-180 con cuatro cañones. Cada subfusil podía dispararse en diferentes combinaciones: uno por uno, uno del lado izquierdo y otro del lado derecho, o todos al mismo tiempo. Iba montado sobre un gran trípode, con una cadencia de 3.000 a 12.000 disparos/minuto.[10]

## Usuarios
- Estados Unidos: Diversas agencias policiales y prisiones.[8][11]
- Francia: Fue empleado en la década de 1980 por el GIPN de Marsella y la BRI de París.[12]
- Rodesia: SAS de Rodesia.[13][14][15]
- Sudáfrica: 4º Regimiento de Reconocimiento[15]